# Polyot (foguete)

O foguete Polyot.

O foguete Polyot (11A59) foi um veículo de lançamento orbital projetado por Sergei Korolev tendo como base o 
Sputnik, só que usando componentes mais modernos do Voskhod.
Era um veículo lançador intermediário, usado para testar espaçonaves do tipo ASAT. Ele se tornou necessário enquanto o projeto do foguete original para essa finalidade, o UR-200, ainda estava em andamento.
Apenas dois voos desse modelo foram realizados, ambos com sucesso: o primeiro em 1 de Novembro de 1963, e o segundo e último em 12 de Abril de 1964. 